# Unterseeboot UB-41
Pour les autres navires du même nom, voir Unterseeboot 41.
L'Unterseeboot UB-41 est un sous-marin (U-Boot) allemand de type UB II utilisé par la Kaiserliche Marine pendant la Première Guerre mondiale. 

## Conception
Sous-marin de type UB II, l'UB-41 avait un déplacement de 274 tonnes en surface et de 303 tonnes en immersion. Il avait une longueur hors tout de 36,90, une largeur de 4,41 m et un tirant d'eau de 3,69 m. Le sous-marin était propulsé par deux moteurs Diesel Körting à six cylindres à quatre temps produisant 284 chevaux (209 kW), deux moteurs électriques Siemens-Schuckert produisant 280 chevaux (210 kW) et un arbre d'hélice. Il était capable d’opérer à une profondeur allant jusqu’à 50 mètres.
La vitesse maximale du sous-marin était de 9,15 nœuds (16,95 km/h) en surface et de 5,81 nœuds (10,76 km/h) en immersion. Lorsqu’il était en surface, il pouvait parcourir 6450 milles marins (11950 km) à 5 nœuds (9,3 km/h), et en immersion, 45 milles marins (83 km) à 4 nœuds (7,4 km/h). L'UB-41 était armé de deux tubes lance-torpilles de 500 mm à l’avant, de quatre torpilles et d’un canon de pont SK L/30 de 88 mm. Il avait un effectif de vingt-et-un membres d’équipage et deux officiers, et un temps de plongée de 42 secondes.

## Carrière
Le sous-marin a été commandé le 22 juillet 1915 et lancé le 6 mai 1916. Il a été mis en service dans la marine impériale allemande le 25 août 1916 sous le nom de UB-41.
En treize patrouilles, le sous-marin coula huit navires. Parmi eux, le SS Harrow, de William Cory and Son, que l'UB-41 torpilla en mer du Nord au large de Robin Hood's Bay le 8 septembre 1917. 
L'UB-41 a été porté disparu le 5 octobre 1917. Le même jour, une grande explosion a été observée depuis la côte à Scarborough, en Angleterre. La cause de sa perte reste inconnue : soit il a été victime d’une explosion interne, soit il a heurté une mine (peut-être allemande) et a coulé en mer du Nord le 5 octobre 1917,.
Le site de son épave a été découvert en 1989 et étudié en 1997 et 2003. Le navire est coupé en deux sections, couchées sur le côté tribord et montrant des signes de dommages dus à l’explosion.

## Affectations
- IIe flottille : du 2 novembre 1916 au 13 septembre 1917
- Flottille V : du 13 septembre au 5 octobre 1917

## Commandants
- Oberleutnant zur See Friedrich Karl Sichart von Sichartshofen[5] : du 25 août 1916 au 20 mars 1917
- Oblt.z.S. Günther Krause[6] : du 21 mars au 13 septembre 1917
- Oblt.z.S. Max Ploen[7] : du 14 septembre au 5 octobre 1917

## Navires coulés
| Date             | Nom        | Nationalité    | Tonnage | Destin              |
| ---------------- | ---------- | -------------- | ------- | ------------------- |
| 21 novembre 1916 | Thyholmen  | Norvège        | 259     | Capturé comme prise |
| 18 janvier 1917  | Cetus      | United Kingdom | 139     | Damaged             |
| 19 avril 1917    | Ellida     | Norvège        | 1124    | Coulé               |
| 22 mai 1917      | Lanthorn   | United Kingdom | 2299    | Coulé               |
| 23 mai 1917      | Monarch    | Norvège        | 1318    | Coulé               |
| 12 juin 1917     | Alwyn      | United Kingdom | 73      | Coulé               |
| 13 juin 1917     | Silverburn | United Kingdom | 284     | Coulé               |
| 14 juin 1917     | Angantyr   | Danemark       | 1359    | Coulé               |
| 6 août 1917      | Talisman   | United Kingdom | 153     | Coulé               |
| 8 septembre 1917 | Harrow     | United Kingdom | 1777    | Coulé               |
| 3 octobre 1917   | Clydebrae  | United Kingdom | 502     | Endommagé           |